# Seututie 718
Pour les articles homonymes, voir Route 718.
La route régionale 718 (finnois : Seututie 718) est une route régionale allant de Vähäkyrö jusqu'au village Kaitsor de la municipalité de Vöyri en Finlande.

## Description
La route régionale 718 est une route régionale d'une longueur de 27 kilomètres.
Son parcours est le suivant :
- Vaasa
  - Vähäkyrö (seututie 717, yhdystie 7200)
- Vöyri
  - Bergby (seututie 725)
  - Vöyri (seututie 725, yhdystie 7210)
  - Rökiö (yhdystie 7291)
  - Tuckur (yhdystie 7292)
  - Kaitsor (valtatie 8, E8, yhdystie 7263)